# John Benjamin Stone
Sir John Benjamin Stone (9 février 1838 - 2 juillet 1914) est un homme politique conservateur britannique. Il est aussi photographe.

## Biographie
John Benjamin Stone est né à Duddeston, Birmingham, fils d'un directeur d'une verrerie locale. L'entreprise passe entre les mains de Stone, son père et un associé en 1860 puis est vendue. À cette époque, il devient un fabricant de papier à succès.
Il épouse Jane Parker (1er novembre 1848 - 6 juillet 1914) le 5 juin 1867. Jane Parker est la fille de Peter Parker, écuyer de Lothersdale, Yorkshire.
Homme politique conservateur local, fondateur de la Birmingham Conservative Association et député de Birmingham East de 1895 à 1909, John Benjamin Stone est membre de la Sutton Coldfield Corporation pendant de nombreuses années et est le premier maire de la ville en 1886 lorsque la nouvelle municipalité est créée; un poste qu'il occupe pendant quatre ans. Il est fait chevalier en 1892 et est nommé grand intendant de la ville royale de Sutton Coldfield en 1902.
Il est également un photographe documentaire amateur prolifique qui voyage beaucoup pour son passe-temps. Il réalise 26 000 photographies et écrit des livres lors de ses voyages en Espagne, en Norvège, au Japon et au Brésil. Parmi ses œuvres publiées figurent A Tour with Cook through Spain (1873), Children of Norway (1882) et un conte de fées intitulé The Traveller's Joy. Il fait également un dossier inestimable sur les coutumes et traditions folkloriques des îles britanniques, qui influencent plus tard des photographes de renom, notamment Homer Sykes, Daniel Meadows, Anna Fox et Tony Ray-Jones. Stone écrit que son but est de "dépeindre pour le bénéfice des générations futures les mœurs et les coutumes, les festivals et les concours, les lieux et lieux historiques de notre temps" .
John Benjamin Stone voyage avec une expédition scientifique dans le nord du Brésil pour voir l'éclipse solaire totale de 1893 . Les images notables prises par Stone comprennent celles de la déposition du gouverneur José Clarindo de Queirós de la province du Ceará au Brésil, dans laquelle il empêche les rebelles de tirer sur le palais du gouverneur jusqu'à ce qu'il les ait pris en photo à côté de leurs fusils.
La collection photographique de John Benjamin Stone, conservée à la Bibliothèque de Birmingham contient plusieurs milliers d'exemples de son travail . En 1897, il fonde la National Photographic Record Association, dont il devient président. La National Portrait Gallery détient 62 de ses portraits et de nombreuses photographies de personnes et de lieux dans et autour de Westminster. Sa carrière d'amateur culmine en 1911 avec sa nomination en tant que photographe officiel du couronnement du roi George V.
Il devient président de la Birmingham Photographic Society, juge de paix et membre de la Society of Antiquaries of London et de la Société géologique de Londres. Il est admis en tant que membre honoraire de la Compagnie des ouvriers du tissu en février 1902 .
John Benjamin Stone est mort à son domicile, The Grange à Erdington, le 2 juillet 1914. Son épouse, Jane, âgée de près de cinquante ans, est décédée le 5 juillet, trois jours plus tard. Ils sont enterrés ensemble lors de deux funérailles à Sutton Coldfield le 7 juillet 1914. Homme rond et ébouriffé, Stone est décrit par son biographe comme calme et satisfait de son tempérament (Stephen Roberts, 'Sir Benjamin Stone 1838-1914: photographe, voyageur et homme politique' (2014).
La photographie de John Benjamin Stone est juxtaposée à celle des photographes de Birmingham plus tard dans l'exposition de 1993 From Negative Stereotype to Positive Image .

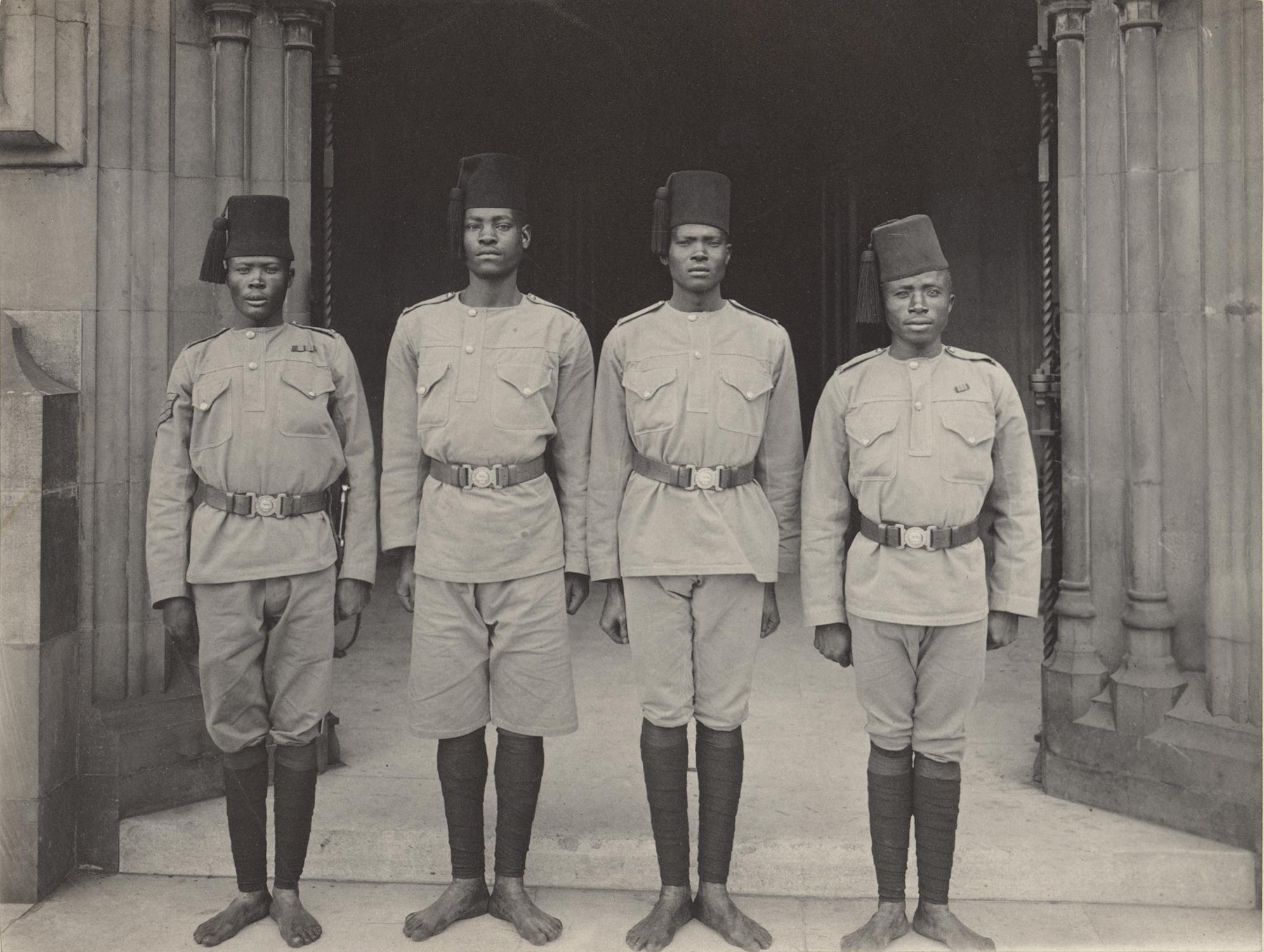
Quatre soldats du King's African Rifles au couronnement du roi Édouard VII et de la reine Alexandra en 1902

## Distinctions
- Knight Bachelor

## Crédit d'auteurs
- (en) Cet article est partiellement ou en totalité issu de l’article de Wikipédia en anglais intitulé « John Benjamin Stone » (voir la liste des auteurs).